# Padungsak Phothinak
Padungsak Phothinak (thailändisch ผดุงศักดิ์ โพธินาค; * 5. Februar 1992), auch als Naymint bekannt, ist ein thailändischer Fußballspieler.

## Karriere
Nach seinen Stationen Rayong FC}, Pluakdaeng United FC, Sakaeo FC und Chachoengsao Hi-Tek FC spielte Padungsak Phothinak von mindestens 2020 bis Ende Juli 2022 beim Drittligisten Nonthaburi United S.Boonmeerit FC. Mit dem Verein aus der Provinz Nonthaburi spielte er in der Bangkok Metropolitan Region der Liga. Die Saison 2022/23 spielte er beim Ligakonkurrenten Bangkok FC. Für den Verein aus der Hauptstadt Bangkok bestritt er 26 Ligaspiele. Am 1. September 2023 unterschrieb er einen Vertrag bei dem in der Western Region spielenden Hua Hin Maraleina FC. Hier stand er bis Mitte Dezember 2023 unter Vertrag. Für Hua Hin bestritt er elf Ligaspiele. Im Dezember 2023 wechselte er für den Rest der in die Bangkok Metropolitan Region zum Samut Sakhon City FC. Für den Verein aus Samut Sakhon stand er zwölfmal in der Liga auf dem Spielfeld. Der Zweitligaaufsteiger Bangkok FC verpflichtete ihn im Sommer 2024. Sein Zweitligadebüt gab Padungsak Phothinak am 11. August 2024 (1. Spieltag) im Heimspiel gegen den Ayutthaya United FC. Bei dem 2:1-Erfolg stand er in der Startelf und wurde in der 82. Minute gegen Woraphot Somsang ausgewechselt.